# 1998년 아시안 슈퍼컵
1998년 아시안 슈퍼컵은 아시안 슈퍼컵의 4번째 대회이다. 대한민국의 포항 스틸러스가 1997-98년 아시안 클럽 챔피언십의 우승팀 자격으로, 사우디아라비아의 알나스르가 1997-98년 아시안 컵위너스컵의 우승팀 자격으로 대회에 참가했다. 알나스르와 포항 스틸러스는 1,2차전 합계스코어 1-1을 기록했으나 원정 다득점 규칙으로 알나스르가 우승하게 되었다.

## 경기
| 팀 1          | 합계  | 팀 2     | 1차전 | 2차전 |
| ------------- | ----- | -------- | ----- | ----- |
| 포항 스틸러스 | 1-1 a | 알나스르 | 1-1   | 0-0   |

### 1차전
| 포항 스틸러스 | 1 – 1 | 알나스르       |
| ------------- | ----- | -------------- |
| 전경준 45′    |       | 알후세이니 35′ |

### 2차전
| 알나스르 | 0 – 0 | 포항 스틸러스 |
| -------- | ----- | ------------- |
|          |       |               |